# Hagar

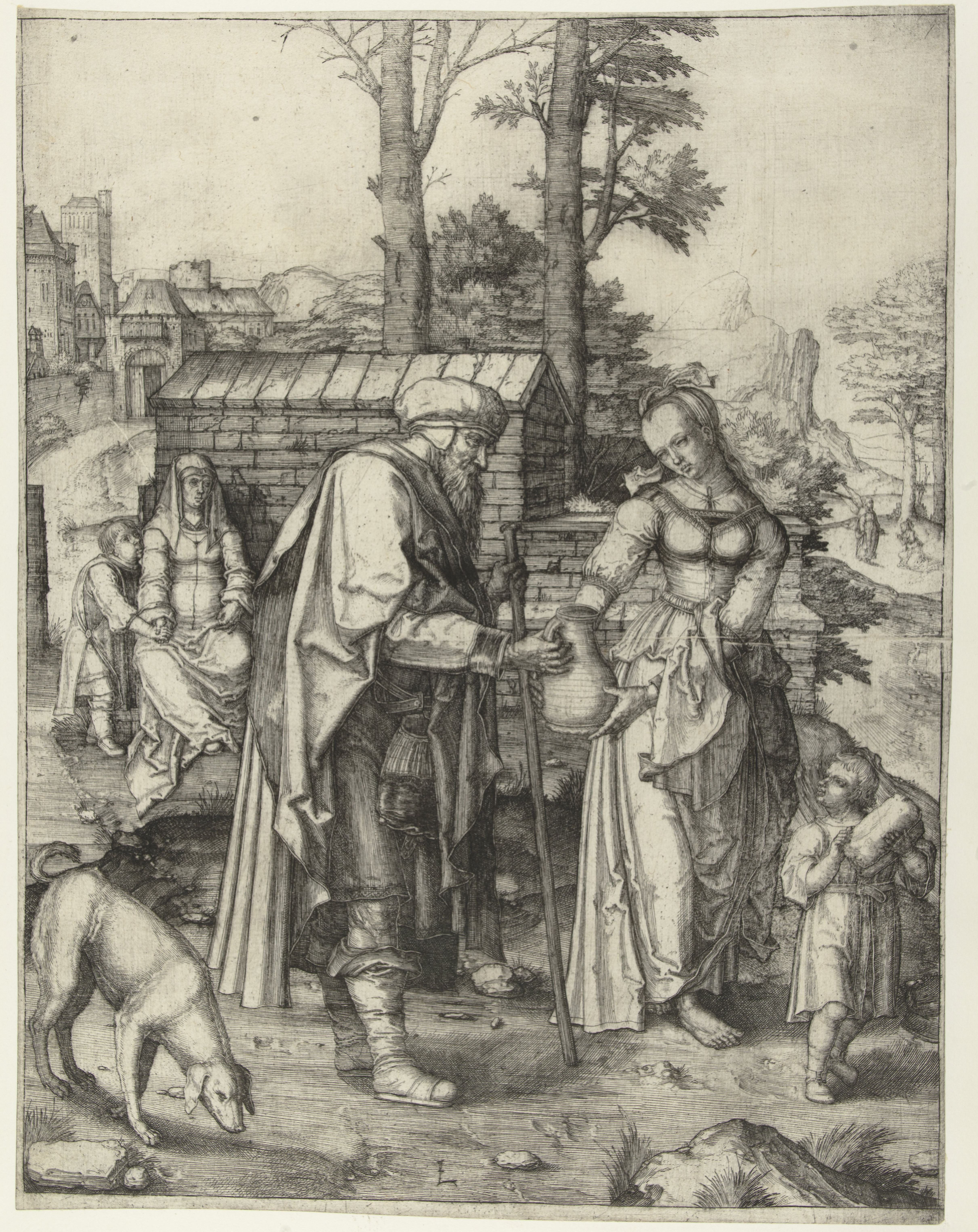
Abraham verstoot Hagar en Ismaël
gravure door Lucas van Leyden, ca. 1510

Hagar (Hebreeuws: הָגָר, Hagar, "vreemde"; was volgens de Hebreeuwse Bijbel de Egyptische dienstmaagd van Abrahams vrouw Sara, bijvrouw van Abraham en de moeder van Ismaël (Genesis 16, 21:1-21; 25:12-17).

## Verhaal
Tien jaren lang diende Hagar Sara trouw. Aangezien Sara al die tijd kinderloos bleef, besloot Sara Abraham met Hagar te laten slapen, zodat hij bij haar wel kinderen kon krijgen. Hagar werd zwanger. Maar Sara werd jaloers op Hagar en verjoeg haar. God kwam echter tot Hagar in haar verdriet, nabij een put (Lachai-Roi) en zond haar terug naar Sara en Abraham met de belofte dat haar zoon stamvader zou worden van een volk en Hij gebood het kind, dat spoedig geboren zou worden, Ismaël te noemen.
Later werd ook Sara zwanger en God besloot met het kind Isaak zijn verbond te sluiten. Abraham vroeg God toch ook met Ismaël te zijn en God herhaalde zijn eerdere belofte aan Hagar.
Na de geboorte van Isaak drong Sara er bij Abraham weer op aan Hagar en Ismaël weg te zenden. Na een laatste garantie van God deed Abraham dit en Hagar trok met haar kind en een kruik water de woestijn in. God hield woord en Ismaël stierf op 137-jarige leeftijd, omringd door zijn nazaten, een volk dat een gebied bewoonde van Havila tot aan Sur.